# Italienische Meisterschaften im Skispringen 2017

Logo des Italienischen Skiverbands (FISI)

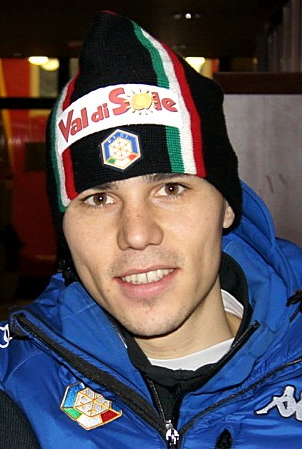
Davide Bresadola – Italienischer Meister 2017

Die italienischen Meisterschaften im Skispringen 2017 fanden am 14. Oktober 2017 auf der Normalschanze (HS104) im Val di Fiemme statt.
Den Titel gewannen Davide Bresadola bei den Herren sowie Manuela Malsiner bei den Damen.
Insgesamt nahmen an den Wettbewerben 23 Skispringer und 14 Skispringerinnen teil.

## Ergebnisse

### Einzel Herren
| Platz | Sportler            | Weite 1 | Weite 2 | Punkte |
| ----- | ------------------- | ------- | ------- | ------ |
| 1     | Davide Bresadola    | 100,0 m | 099,0 m | 246,5  |
| 2     | Sebastian Colloredo | 095,5 m | 097,0 m | 234,0  |
| 3     | Daniele Varesco     | 097,5 m | 094,0 m | 231,5  |
| 4     | Roberto Dellasega   | 094,5 m | 095,5 m | 226,0  |
| 5     | Alex Insam          | 095,5 m | 092,0 m | 220,0  |
| 6     | Zeno Di Lenardo     | 092,0 m | 093,5 m | 217,5  |
| 7     | François Braud      | 091,0 m | 092,0 m | 212,5  |
| 8     | Federico Cecon      | 090,5 m | 093,5 m | 211,0  |
| 9     | Giovanni Bresadola  | 091,0 m | 086,0 m | 195,5  |
| 10    | Manuel Maierhofer   | 086,0 m | 086,0 m | 186,0  |

### Einzel Damen
| Platz | Sportler           | Weite 1 | Weite 2 | Punkte |
| ----- | ------------------ | ------- | ------- | ------ |
| 1     | Manuela Malsiner   | 103,0 m | 098,0 m | 241,0  |
| 2     | Elena Runggaldier  | 094,0 m | 091,5 m | 219,0  |
| 3     | Lara Malsiner      | 098,5 m | 089,0 m | 215,0  |
| 4     | Evelyn Insam       | 092,5 m | 088,5 m | 205,0  |
| 5     | Coline Mattel      | 088,0 m | 085,0 m | 188,0  |
| 6     | Veronica Gianmoena | 082,0 m | 080,5 m | 164,5  |
| 7     | Martina Ambrosi    | 079,5 m | 075,5 m | 147,5  |
| 8     | Annika Sieff       | 072,0 m | 072,5 m | 123,5  |
| 9     | Giada Tomaselli    | 074,0 m | 068,0 m | 117,0  |
| 10    | Alice Puntel       | 072,0 m | 069,0 m | 114,5  |